# Віктор д'Арсі
Віктор Генрі Огастус д'Арсі (англ. Victor Henry Augustus d'Arcy; нар. 30 червня 1887 — пом. 12 березня 1961) — британський легкоатлет, який спеціалізувався в бігу на короткі дистанції.

## Із життєпису
Олімпійський чемпіон-1912 в естафеті 4×100 метрів.
На Іграх-1912 також брав участь у бігу на 100 та 200 метрів, проте потрапити до фінальних забігів у обох дисциплінах не вдалося.
На наступній Олімпіаді-1920 був четвертим у фіналі естафети 4×100 метрів. Також виступав у бігу на 100 та 200 метрів, проте знову, як і 8 років до цього, потрапити до фіналів не вдалось.
По завершенні Ігор-1920 пішов зі спорту та переїхав жити до Південної Африки.

## Основні міжнародні виступи
| Рік  | Змагання         | Місто     | Місце | Дисципліна |
| ---- | ---------------- | --------- | ----- | ---------- |
| 1912 | Олімпійські ігри | Стокгольм | 5пф5  | 100 м      |
| 1912 | 6пф2             | 200 м     |       |            |
| 1912 | 1                | 4×100 м   |       |            |
| 1920 | Олімпійські ігри | Антверпен | 5чф3  | 100 м      |
| 1920 | 6заб3            | 200 м     |       |            |
| 1920 | 4                | 4×100 м   |       |            |